# Midlife
Midlife ist ein US-amerikanisches Filmdrama aus dem Jahr 2013. Greg Travis war als Regisseur, Drehbuchautor und Hauptdarsteller beteiligt. Der Film handelt von einem alkoholkranken Geschäftsmann in einer Midlife-Crisis auf den Weg zur Selbstfindung.

## Handlung
David ist Berater einer Geschäftsfirma, im mittleren Alter und ist sich unsicher, wie es in seinem Leben weiter gehen soll. Die Begeisterung für seinen Job hat er lange schon verloren. Auf einer Geschäftsreise nach New York City begegnet er seiner Ex-Frau Vicki wieder, in der er sich neu verliebt. Als er bei ihr zu Besuch ist, und bei ihr im Dachboden Dinge findet, die ihm überzeugen, dass Vicki mit ihren Ex-Freund noch zusammen lebt, kommt es zum Streit zwischen beiden. Sie streiten sich noch den Rest des Abends lang, aber trinken zusammen viel Alkohol. Anschließend gehen sie in ein Hotel, in dessen Zimmer sie sich wieder vertragen und sich über die vergangene Zeit unterhalten. David kehrt wieder zurück nach Hause in Los Angeles. Dort versteht er sich überhaupt nicht mit seinem Chef und seiner Tochter. Seine Tochter ist in einer Anstalt, und als er sie besucht, trifft er auch seine Ex-Frau Melody wieder. David versucht sein Leben neu zu sortieren. Als dann Vicki nach Los Angeles fliegt, um mit ihm zusammen sein zu wollen, muss David zwei Entscheidungen treffen. Einerseits mit welcher Frau er zusammen sein möchte, andererseits wie sein Leben in Zukunft auszusehen hat.

## Hintergrund
Gedreht wurde der Film in Los Angeles und New York. Für Travis war es wichtig, dass die Umgebung und Handlung einen natürlichen Stil bewahren. Inspiriert wurde Travis durch Werke von John Cassavetes und Robert Altman. Mit Midlife wollte er ein Thema über eine Lebensphase auffrischen, die oft in der heutigen Zeit auftritt, aber dennoch wenig verstanden wird.
Im Jahr 2014 wurde der Film beim Action on Film International Film Festival in fünf Kategorien nominiert.